# Shelley Mann
Shelley Isabel Mann (New York, 15 oktober 1937 – Alexandria (Virginia), 24 maart 2005) was een Amerikaans zwemmer.

## Biografie
Mann won tijdens de Olympische Zomerspelen van 1956 gouden medaille medaille op de 100m vlinderslag en de zilveren medaille op de 4x100m vrije slag.

## Internationale toernooien
| Jaar | Olympische Spelen                                         | Pan-Amerikaanse Spelen |
| ---- | --------------------------------------------------------- | ---------------------- |
| 1955 |                                                           | 100m vlinderslag       |
| 1956 | 100m vlinderslag · 6e 100m vrije slag · 4x100m vrije slag |                        |

1956: Shelley Mann ·
1960: Carolyn Schuler ·
1964: Sharon Stouder ·
1968: Lyn McClements ·
1972: Mayumi Aoki ·
1976: Kornelia Ender ·
1980: Caren Metschuck ·
1984: Mary T. Meagher ·
1988: Kristin Otto ·
1992: Qian Hong ·
1996: Amy Van Dyken ·
2000: Inge de Bruijn ·
2004: Petria Thomas ·
2008: Libby Trickett ·
2012: Dana Vollmer ·
2016: Sarah Sjöström ·
2020: Margaret MacNeil · 
2024: Torri Huske